# نوکوندا ماکونگا
نوکوندا ماکونگا (انگلیسی: Nokwanda Makunga؛ زادهٔ) دانشمند در زمینه زیست‌فناوری‌ اهل آفریقای جنوبی است.
وی همچنین برندهٔ جوایزی همچون برنامه فولبرایت شده‌است.